# Молочище
Молочище — деревня в центральной части Порховского района Псковской области. Входит в состав сельского поселения «Туготинская волость».
Расположена в 23 км к юго-западу от города Порхов; в 8 км к юго-западу от волостного центра Туготино. Восточнее находится деревня Щучно.
Численность населения составляет 56 жителей (2000 год).
До 2005 года деревня входила в состав Зареченской волости в качестве её административного центра.